# Glaucidium castanopterum
Glaucidium castanopterum là một loài chim trong họ Strigidae.